# Wolf WR6
La Wolf WR6 è una vettura di Formula 1 che corse nella stagione 1978. 
Spinta da un tradizionale motore Ford Cosworth DFV fu concepita da Harvey Postlethwaite, già ideatore dei precedenti modelli del costruttore canadese.
Esordì al Gran Premio d'Olanda 1978 con Jody Scheckter e corse in tutto solamente 3 gare mondiali.